# Tegulinus sumatranus
Espèce
Tegulinus sumatranus est une espèce d'araignées aranéomorphes de la famille des Linyphiidae.

## Distribution
Cette espèce est endémique de Sumatra en Indonésie. Elle se rencontre entre 1 500 et 3 300 m d'altitude sur le Kerinci et le Tujuh.

## Description
Le mâle paratype mesure 2,15 mm.

## Étymologie
Son nom d'espèce lui a été donné en référence au lieu de sa découverte, Sumatra.

## Publication originale
- Tanasevitch, 2017 : New genera and new species of the family Linyphiidae from Borneo, Sumatra and Java (Arachnida, Araneae). Revue Suisse de Zoologie, vol. 124, no 1, p. 141-155.